# 神尾あるみ
神尾 あるみ（かみお あるみ、Kamio Alumi）は、日本の小説家。

## 来歴
駒澤大学文学部国文学科卒業。
2008年11月、一迅社文庫アイリスより『迷走×プラネット』を刊行しデビュー（神尾アルミ名義）。
2018年、『悪食フィールドワークノート』で第一回富士見ノベル大賞・審査員特別賞を受賞（応募数347件）。
2019年、ペンネームを「神尾アルミ」から「神尾あるみ」に変更。
2019年7月に『民俗学研究室の愁いある調査その男、怪異喰らいにつき』を刊行（『悪食フィールドワークノート』を改稿・改題）。

## 受賞・候補
- 2018年、第一回富士見ノベル大賞・審査員特別賞（『悪食フィールドワークノート』）

## 作品
神尾アルミ名義
- 『迷走×プラネット』一迅社文庫アイリス 2008年11月
- 『クリムゾン・エンパイア　プリズナー・オブ・ラブ』 一迅社文庫アイリス　2009年（QuinRoseの恋愛アドベンチャーゲーム「クリムゾン・エンパイア〜Circumstance to serve a noble〜」ノベライズ作品）
- 『クリムゾン・エンパイア　スウィート・レクイエム』一迅社文庫アイリス 2010年1月
- 『クリムゾン・エンパイア　スカーレット・ラビリンス』絵:双葉はづき　一迅社文庫アイリス 2011年4月
- 『クリムゾン・エンパイア　スペル・オブ・ロマンス』原作:Quin Rose　一迅社文庫アイリス 2011年10月
- 『ローデンシュアの魔女　ハロウィンの夜に魔法のキスを』一迅社文庫アイリス 2010年8月
- 『アルトレオの空賊姫　暁天の少女と世界の鍵』一迅社文庫アイリス 2011年8月
- 『黒銀のオラトリオ　口づけは宵闇に捧ぐ』一迅社文庫アイリス 2013年4月

神尾あるみ名義
- 『民俗学研究室の愁いある調査　その男、怪異喰らいにつき』 富士見L文庫　2019年7月
- 『ようこそ紅葉坂萬年堂』 小学館文庫　絵:ゆき哉　キャラブン!　2020年11月[6][7]
- 『千年鬼譚　緋色の鬼神と転生の乙女』富士見L文庫　2022年9月[8][9]

### アンソロジー収録作品
- 終の箱庭 - 『ファンタスティック・ヘンジ』所収  変タジー同好会　2012年[10]

### シナリオ
- 「ボクとセカイのユークリッド」（tangentθ）神尾アルミ名義　2015年8月[11]
- 『共鳴』育成シミュレーション「星鳴エコーズ」イベントストーリー　2019年7月[12]